# Parajulus leucoclius
Parajulus leucoclius är en mångfotingart som beskrevs av Chamberlin 1922. Parajulus leucoclius ingår i släktet Parajulus och familjen Parajulidae. Inga underarter finns listade i Catalogue of Life.